# قائمة البعثات الدبلوماسية في منغوليا

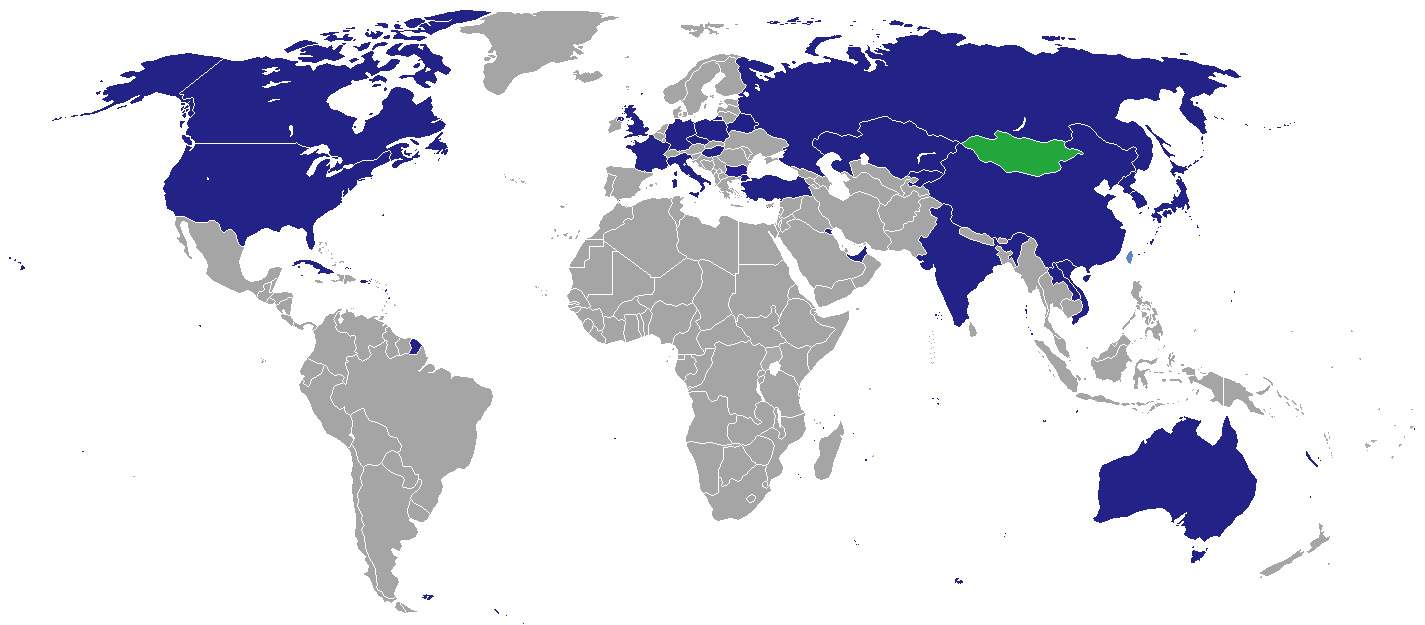
خريطة البعثات الدبلوماسية في منغوليا

هذه قائمة بالبعثات الدبلوماسية في منغوليا. العاصمة أولان باتور تستضيف حاليًا 24 سفارة. العديد من البلدان الأخرى لديها سفارات غير مقيمة إما في بكين، سول، أو في أي مكان آخر.

## السفارات فيأولان باتور
- أستراليا[1]
- بيلاروس
- بلغاريا
- كندا
- الصين
- كوبا
- جمهورية التشيك
- فرنسا
- ألمانيا
- المجر[2]
- الهند
- إيطاليا[3]
- اليابان
- كازاخستان
- الكويت
- لاوس
- كوريا الشمالية
- روسيا
- كوريا الجنوبية
- تركيا
- الإمارات العربية المتحدة[4]
- المملكة المتحدة
- الولايات المتحدة
- فيتنام

## القنصلية العامة في أجزاء أخرى من منغوليا

### دارخان
- روسيا

### إردينت
- روسيا

### زامين أود
- الصين

## وظائف أخرى في أولان باتور
- الاتحاد الأوروبي (وفد)
- تايوان
- سويسرا (القنصلية العامة)

## السفارات المعتمدة
مقيمين في بكين، الصين:
- أفغانستان
- ألبانيا
- الجزائر
- أنغولا
- أرمينيا
- الأرجنتين
- النمسا
- أذربيجان
- بنغلادش
- البحرين
- بلجيكا
- بنين
- البوسنة والهرسك
- البرازيل
- بروناي
- بلغاريا[5][6]
- كمبوديا
- جمهورية أفريقيا الوسطى
- جمهورية الكونغو
- كرواتيا
- قبرص
- الدنمارك
- مصر
- إستونيا
- إثيوبيا
- فنلندا
- اليونان
- غينيا بيساو
- آيسلندا
- إندونيسيا
- إيران
- العراق
- أيرلندا
- إسرائيل
- إيطاليا[7]
- الأردن
- كينيا
- لاتفيا
- لندن
- ليسوتو
- ليبيا
- ليتوانيا
- لوكسمبورغ
- مقدونيا
- مدغشقر
- ملاوي
- ماليزيا
- مالطا
- مولدوفا
- ميانمار
- ناميبيا
- هولندا
- نيبال
- نيوزيلندا
- النيجر
- نيجيريا
- النرويج
- عُمان
- باكستان
- بيرو
- الفلبين
- البرتغال
- قطر
- رومانيا
- المملكة العربية السعودية
- صربيا
- سلوفاكيا
- سلوفينيا
- جنوب إفريقيا
- إسبانيا
- السويد
- سويسرا
- السودان
- سوريا
- تنزانيا
- تايلاند
- تونس
- تركمانستان
- أوكرانيا
- أوروجواي
- أوزبكستان
- زامبيا
- زيمبابوي

مقيمين في سول، كوريا الجنوبية:
- أذربيجان
- تشيلي
- كولومبيا
- الكرسي الرسولي
- المكسيك
- باراغواي
- سنغافورة

مقيمين في موسكو، روسيا:
- بوليفيا
- غانا
- غينيا
- موريتانيا
- موزمبيق
- فلسطين

مقيم في مكان آخر:
- بوتان(نيو دلهي)
- بولندا (وارسو)
- سان مارينو (سان مارينو)

## سفارة سابقة
- سان مارينو